# Psaliodes subochreofusa
Psaliodes subochreofusa là một loài bướm đêm trong họ Geometridae.